# Jungdeutscher Orden

Symbol des Jungdeutschen Ordens

Der Jungdeutsche Orden, abgekürzt Jungdo, war zeitweise der größte nationalliberale Verband in der Zeit der Weimarer Republik, der sich durch sein staatspolitisches Ziel, seine Organisation sowie durch sein Brauchtum, das sich an den historischen Deutschen Orden anlehnte, von anderen politischen Organisationen unterschied. Er war aus einem Freikorps hervorgegangen. Die Organisation des Ordens ähnelte der Struktur mittelalterlicher Ritterorden. So wurde der Vorsitzende des Ordens als „Hochmeister“ oder „Großmeister“ und die Landesverbände als „Balleien“ bezeichnet, die Ortsgruppen nannten sich „Bruderschaften“.
Die Jugendorganisation des Jungdeutschen Ordens, die Jungdeutsche Jugend, kann als bündischer Jugendverband bezeichnet werden. Der Orden hatte zeitweise mehrere Tausend Mitglieder, die überwiegend dem Mittelstand angehörten. Er war antisemitisch und elitär, aber nicht monarchistisch und für die Versöhnung mit Frankreich. Seine historische Bekanntheit erlangte er durch den kurzfristigen Zusammenschluss mit der linksliberalen Deutschen Demokratischen Partei zur Deutschen Staatspartei im Jahr 1930.

## Geschichte

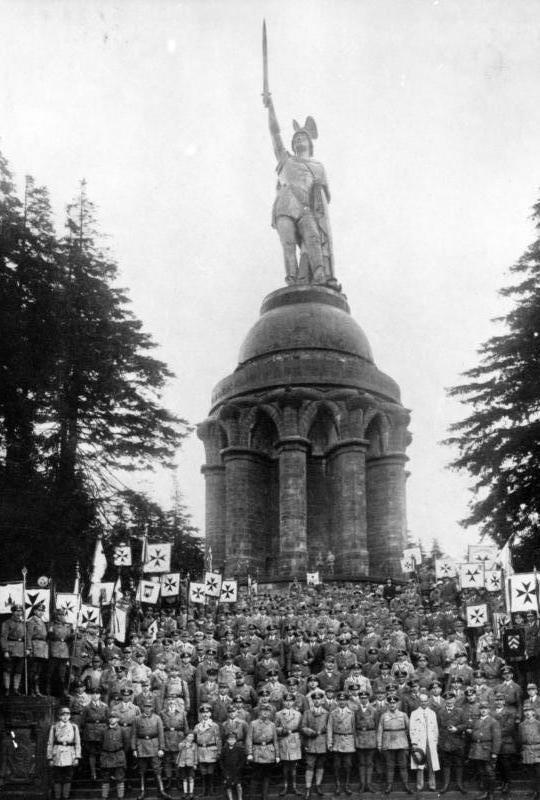
Gegen Ende einer jungdeutschen Tagung am Hermannsdenkmal, 9. August 1925

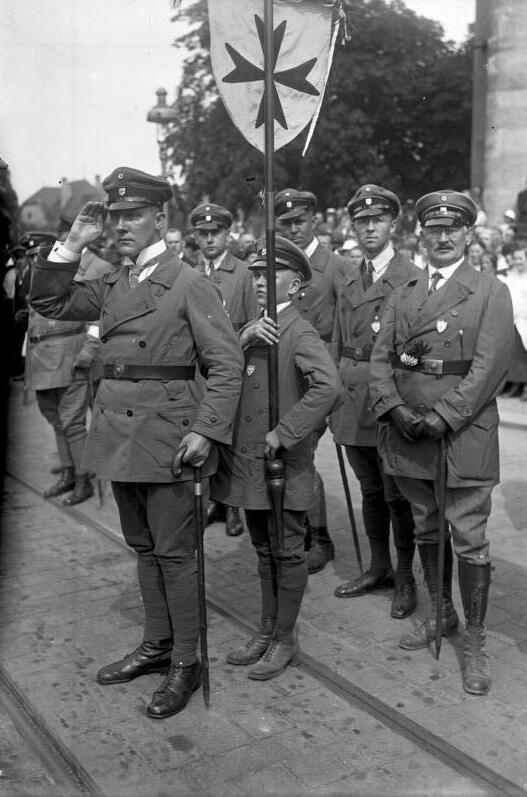
Der Hochmeister des Jungdeutschen Ordens Artur Mahraun, Juli 1930

Nach dem Ersten Weltkrieg wurde der Jungdeutsche Orden im März 1920 in Kassel vom späteren Vorsitzenden, dem Oberleutnant a. D. Artur Mahraun, gemeinsam mit weiteren Kriegsheimkehrern und Zeitfreiwilligen gegründet. Hervorgegangen war er aus der bereits im Januar 1919 ebenfalls von Mahraun geführten „Offiziers-Kompanie-Cassel“ (OKC), die sich aufgrund der Bestimmungen des Versailler Vertrages als Zeitfreiwilligenverband auflösen musste. Die Zahl der Mitglieder stieg rasch an. Die Reichsführerin der jungdeutschen Schwestern war Hanna Klostermüller. Im Sommer 1921 wurden rund 70.000 Mitglieder gezählt. Der Zulauf war bedingt durch die entbehrungsreichen Jahre nach dem Krieg, in denen viele Menschen mit der Inflation und anderen Folgen der harten Bedingungen des Versailler Vertrages haderten. Allerdings gab Mahraun 1949 in einem Spiegel-Interview an, dass die Mitgliederzahl nie mehr als 37.000 betragen habe.
Hintergrund war das gemeinsame Fronterlebnis und das Ziel, das Reich wieder aufzubauen, jedoch ohne Monarchie oder Diktatur. Die Mitglieder hatten ein elitäres Bewusstsein, der Bund war „klar antibolschewistisch und antisemitisch, aber nicht unbedingt durchweg verfassungsfeindlich“.
Während des Kapp-Putsches 1920 erklärte sich die Jungdo-Führung um Oberleutnant Mahraun mit der rechtmäßigen Reichsregierung (Reichskanzler Gustav Bauer/SPD) solidarisch und beteiligte sich im Auftrag der Reichsregierung mit anderen Freikorps und nationalen Wehrverbänden an der Niederschlagung des linksradikalen Ruhraufstands.
Der Jungdo erklärte zu seinem Ziel einen „wahren demokratischen Staatsaufbau“ aus den „überschaubaren Räumen der Nachbarschaften bzw. Wohnquartieren“. Mahraun sah den Einfluss von Kapitalgebern kritisch, die nur bestimmte politische Parteien unterstützten. Vor allem kritisierte er Alfred Hugenbergs publizistischen Einfluss, den er und der von ihm geleitete Jungdeutsche Orden als den ständigen Versuch ansahen, den wahren Volkswillen zu verfälschen.
Vor allem in Nordbayern war der Jungdeutsche Orden, auch durch seine dortige starke personelle Verflechtung mit dem Deutschvölkischen Schutz- und Trutzbund und gegen den Willen der Ordensleitung, sehr antisemitisch ausgerichtet. Bereits seit 1922 war es Juden nicht mehr erlaubt, dem Bund beizutreten. Der Schutz-und-Trutzbund-Gauleiter für Nordbayern von 1920 bis 1923 Hans Dietrich stand als 2. Komtur an der Spitze der Jungdeutschen Ballei Franken. Die Deutschvölkischen unter den Jungdeutschen in Franken arbeiteten – ein Einzelfall in der Geschichte des Ordens – bereits früh eng mit den Nationalsozialisten zusammen; nach dem Hitlerputsch von 1923 kam es gar zum Bruch zwischen der Ballei Franken und der Jungdeutschen Ordensleitung. Der Jungdeutsche Orden hatte vorgegeben, sich weder aktiv am Kapp-Putsch im März 1920 noch am Hitler-Putsch zu beteiligen. Da die Ballei Franken diesen dennoch unterstützte, wurde sie von Mahraun aus dem Orden ausgeschlossen.
Allerdings nahm auch die Ordensleitung eine klar antisemitische Haltung in Bezug auf die „Judenfrage“ ein. So erklärte Mahraun in einem Rundschreiben am 9. Juli 1922: „In Deutschland gibt es eine Judenfrage, welche außerordentlich zersplitternd, insbesondere in vaterländischen Verbänden, wirkt. Mit der Aufnahme von Juden wäre das Ideal des Ordens, Zusammenfassung im brüderlichen Sinn, niemals möglich. Zank und Streit würde das beste Wollen verhindern.“ In der Folge wurde auch im Jungdeutschen Orden ein Arierparagraph eingeführt.
Der Jungdeutsche Orden setzte sich 1925 für eine Versöhnung mit Frankreich und Großbritannien ein und grenzte sich damit gegen reaktionäre und nationalistische Gruppierungen ab. Für diese Bestrebungen wurde Artur Mahraun aus nationalistischen Kreisen des Hochverrats angeklagt, gewann aber den Prozess. Politiker wie Gustav Stresemann sahen in Artur Mahraun und seinen Jungdeutschen Orden einen achtenswerten politischen Partner.
1930 schloss sich der Jungdeutsche Orden mit seiner 1929 gegründeten Nebenorganisation „Volksnationale Reichsvereinigung“ (VNR) mit der liberalen Deutschen Demokratischen Partei zur Deutschen Staatspartei (DStP) zusammen. Diese Fusion hatte zur Folge, dass fast der gesamte linke Flügel aus der DDP austrat und die unbedeutend bleibende Radikaldemokratische Partei gründete.
Die DStP bekannte sich im Programm zur Gleichberechtigung aller Staatsbürger. Das Wahlbündnis konfrontierte den Orden massiv mit der Frage nach dem Arierparagraphen und der antisemitischen Haltung seiner Organisation. Während die NSDAP den Orden und die VNR nun als unzuverlässige Antisemiten anprangerte, warfen Linke, Liberale und jüdische Verbände ihnen Vertuschung vor. Prominente DDP-Politiker wie Gertrud Bäumer stellten sich vor den Jungdo und die VNR. Mahraun behauptete im Juli 1930, Antisemitismus in jeglicher Form sei seinen Organisationen fern. Der Jungdo lasse am Arierparagraph als völkische, rassische Grundlage seiner Mitgliedschaft nicht rütteln, aber das sei kein Antisemitismus. Mahraun berief sich auf den Faschistenführer Benito Mussolini, Antisemitismus sei Barbarei. Orden und VNR bekämpften den „demagogischen Antisemitismus“ schon aus Gründen der nationalen Einheit und Befriedung und stünden zur Grundlage staatsbürgerlicher Gleichberechtigung. Das war nur begrenzt glaubhaft und wurde ständig angegriffen.
Die Historiker und Politikwissenschaftler Gideon Botsch und Christoph Kopke halten den Antisemitismus für einen Wesenszug des Ordens, er habe allerdings „nie im Mittelpunkt von Ideologie und Propaganda des Ordens“ gestanden. In dieser Frage habe es immer wieder Auseinandersetzungen zwischen der „eher gemäßigten“ Führung und regionalen Verbänden gegeben.

## Ordensstruktur und Uniformierung
Die Gliederung des Ordens war hierarchisch. Es gab Ortsgruppen, die als Bruderschaften oder Schwesternschaften bezeichnet wurden. Junge Mitglieder im Alter von 10 bis 15 Jahren wurden in Jungtrupps zusammengefasst. Bei den 16- bis 19-Jährigen hießen diese Gruppierungen Junggefolgschaft. Mehrere Bruder- und Schwesternschaften bildeten eine Ballei, diese wiederum bildeten innerhalb eines Landes oder einer Provinz eine Großballei. Die Anführer der einzelnen Gruppierungen wurde gewählt und mussten von der nächsthöheren Instanz bestätigt werden. Dieser Vorgang wurde als „Kur“ bezeichnet. Die Vorsitzenden der Ortsgruppen wurden als Großmeister bezeichnet, die der Balleien als Komture beziehungsweise Großkomture. Die einzelnen Großkomture bildeten das Hochkapitel, dem ein Hochmeister vorstand, dieses war das oberste Gremium des Ordens. Als einheitliche Bekleidung diente dem Orden die feldgraue Soldatenuniform, deren Rock durch eine Windjacke ersetzt wurde. Es gab jedoch keine Rangabzeichen.

## Aktivitäten des Ordens
In den 1920er Jahren richtete der Orden eine sogenannte Geusenküche ein, in der kostenlos Essen an Bedürftige ausgegeben wurde. Hiermit leistete der Jungdeutsche Orden einen Beitrag zur Linderung der unmittelbaren Not.
Als weitere Maßnahme strebte er eine allgemeine Arbeitsdienstpflicht an, die den unproduktiven Militärdienst durch produktive Arbeit ersetzen sollte. Mahraun verfasste hierzu im März 1924 eine Schrift und strebte ein Volksbegehren zur Einführung dieser Maßnahme an, was jedoch scheiterte.
Zur Verbreitung seiner politischen Ideen unterhielt der Orden einen eigenen Verlag, in dem mehrere Zeitschriften und Schriftenreihen herausgebracht wurden und in dem ab dem 1. Juni 1924 Der Jungdeutsche als Tageszeitung erschien. Insbesondere publizierte der Jungdeutsche Verlag die zahlreichen Schriften des Hochmeisters Artur Mahraun. So erschien dort am 20. November 1926 seine Schrift Der nationale Friede am Rhein, die eine Annäherung an Frankreich propagierte.

## Verbot 1933 und Jungdeutsche im Nationalsozialismus
Nach der Machtübernahme der Nationalsozialisten im Jahr 1933 wurde der Jungdeutsche Orden außer in der preußischen Provinz landesweit verboten, da er sich nicht gleichschalten oder in eine nationalsozialistische Organisation eingliedern ließ. Einem Verbot in Preußen und der damit verbundenen Enteignung kam der Orden am 3. Juli 1933 durch Selbstauflösung zuvor und arbeitete im Untergrund und im Widerstand.

### Personen
- Artur Mahraun wurde am 11. Juli 1933 von der Gestapo verhaftet und misshandelt. Er kam am 8. September frei und musste sich bis Ende des Krieges vor einer Wiederergreifung versteckt halten.[6]

- Reinhard Höhn war ein promovierter Staatswissenschaftler und wichtiger Mitarbeiter von Mahraun. Er schloss sich 1932 der SS an und machte Karriere im SD-Hauptamt,  zog sich aber ab 1936 zunehmend aus der SD-Arbeit zurück. Nach dem Krieg leitete er eine „Akademie für Führungskräfte“ in Bad Harzburg.

- Der spätere Reichssportführer Hans von Tschammer und Osten war von 1923 bis 1926 Führer des Jungdo in Sachsen.[14]

- Harro Schulze-Boysen war ab 1928 Mitglied. Nach der Zwangsauflösung im Juni 1933 arbeitete er in mehreren linksgerichteten Widerstandsgruppen bis zu seiner Verhaftung und Ermordung im Gefängnis Plötzensee am 22. Dezember 1942.

Die folgenden Personen waren in ihrer Jugend Mitglieder des Jungdeutschen Ordens:
- Heinz Jost, Kommandeur der Einsatzgruppe A
- Walter Haensch, Kommandeur des Sonderkommandos 4b der Einsatzgruppe C
- Ernst Pagels, Gartenarchitekt
- Josias zu Waldeck und Pyrmont, Höherer SS- und Polizeiführer im Rang eines SS-Obergruppenführers
- Hermann Lehmann, Führungsangehöriger des SD und RSHA

## Nach 1945
Nach dem Krieg lehnte Artur Mahraun eine sofortige Neugründung des Jungdeutschen Ordens ab, da nach seiner Meinung die Zeit für einen „ordensartigen“ Zusammenschluss noch nicht reif war. Dies betonte Mahraun auf Versammlungen z. B. in Langenberg, Dortmund, Hamburg oder Flensburg. In persönlichen Briefen erklärte er diese Auffassung seinen alten Mitstreitern und betonte ausdrücklich:
„Der Jungdeutsche Orden wird in einer späteren Zeit neu erstehen. Er wird dann der Ideenträger der Jungdeutschen Lehre sein. Wer einmal mit ganzem Herzen Jungdeutscher war, der hat die Ebene gesehen, auf der die rettende Großtat geschehen muß, welche das Schicksal allen deutschen Zeitgenossen auferlegt. Er hat von weitem die politische Heimat gesehen, in der die deutschen Nomaden der geistigen Massenwanderung wieder seßhaft gemacht werden sollen.“
Artur Mahraun widmete sich noch bis zu seinem Tod dem Aufbau von Nachbarschaften in den Kommunen sowie der Sammlung seiner alten aufgeschlossenen Jungdo-Mitstreitern und neuen Freunden.

## Publikationen
- Artur Mahraun: Das Jungdeutsche Manifest. Volk gegen Kaste und Geld, Sicherung des Friedens durch Neubau der Staaten. 2. Auflage. Jungdeutscher Verlag, Berlin 1928, OCLC 19331466.
- Der Jung-Deutsche Orden. Zeitschrift des Jungdeutschen Ordens. Kassel 1921–1922, OCLC 183394371.
- Jahrbuch des Jungdeutschen Ordens. Selbstverlag, Kassel 1922–1925, OCLC 183379383.
- Artur Mahraun: Der nationale Friede am Rhein. Jungdeutscher Verlag, Berlin 1926, OCLC 246260602.
- Gedichte und Lieder des Jungdeutschen Orden. Selbstverlag, Kassel, OCLC 180112075.
- Der jungdeutsche Orden in der Politik. Ordensamt d. Jungdeutschen Ordens, Berlin 1930, OCLC 72676975.
- Artur Mahraun: Der Protest des Individuums. Nachbarschafts-Verlag, Gütersloh 1949, OCLC 24223853.